# 47. BAFTA-gála
Az 47. BAFTA-gálát 1994. április 24-én tartották, melynek keretében a Brit film- és televíziós akadémia az 1993. év legjobb filmjeit és alkotóit díjazta.

## Díjazottak és jelöltek
(a díjazottak félkövérrel vannak jelölve)

### Legjobb film
Schindler listája
- Zongoralecke
- Napok romjai
- Árnyékország

### Alexander Korda-díj az év kiemelkedő brit filmjének
Árnyékország
- Kőzápor
- Mezítelenül
- Tom és Viv

### Legjobb nem angol nyelvű film
Isten veled, ágyasom! (Ba wang bie ji) • Kína
- Dermedt szív (Un cœur en hiver) • Franciaország
- Szeress Mexikóban (Como agua para chocolate) • Mexikó
- Indokína (Indochine) • Franciaország

### David Lean-díj a legjobb rendezésért
Steven Spielberg - Schindler listája
- Jane Campion - Zongoralecke
- James Ivory - Napok romjai
- Richard Attenborough - Árnyékország

### Legjobb főszereplő
Anthony Hopkins - Napok romjai
- Daniel Day-Lewis - Apám nevében
- Anthony Hopkins - Árnyékország
- Liam Neeson - Schindler listája

### Legjobb női főszereplő
Holly Hunter - Zongoralecke
- Emma Thompson - Napok romjai
- Debra Winger - Árnyékország
- Miranda Richardson - Tom és Viv

### Legjobb férfi mellékszereplő
Ralph Fiennes - Schindler listája
- Tommy Lee Jones - A szökevény
- John Malkovich - Célkeresztben
- Ben Kingsley - Schindler listája

### Legjobb női mellékszereplő
Miriam Margoyles - Az ártatlanság kora
- Winona Ryder - Az ártatlanság kora
- Holly Hunter - A cég
- Maggie Smith - A titkok kertje

### Legjobb adaptált forgatókönyv
Schindler listája - Steven Zaillian
- Egy asszony illata - Bo Goldman
- Napok romjai - Ruth Prawer Jhabvala
- Apám nevében - Terry George, Jim Sheridan
- Árnyékország - William Nicholson

### Legjobb eredeti forgatókönyv
Idétlen időkig - Danny Rubin, Harold Ramis
- Zongoralecke - Jane Campion
- Célkeresztben - Jeff Maguire
- A szerelem hullámhosszán - Nora Ephron, David S. Ward, Jeff Arch

### Legjobb operatőri munka
Schindler listája
- Az ártatlanság kora
- Zongoralecke
- Napok romjai

### Legjobb jelmez
Zongoralecke
- Schindler listája
- Drakula
- Sok hűhó semmiért
- Orlando

### Legjobb vágás
Schindler listája
- Egy asszony illata
- A szökevény
- Zongoralecke

### Legjobb smink
Orlando
- Addams Family 2 – Egy kicsivel galádabb a család
- Drakula
- Schindler listája

### Anthony Asquith-díj a legjobb filmzenének
Schindler listája - John Williams
- Aladdin - Alan Menken
- A szerelem hullámhosszán - Marc Shaiman
- Zongoralecke - Michael Nyman

### Legjobb díszlet
Zongoralecke
- Az ártatlanság kora
- Drakula
- Schindler listája

### Legjobb hang
A szökevény
- Schindler listája
- Jurassic Park
- Zongoralecke

### Legjobb vizuális effektek
Jurassic Park
- A szökevény
- Drakula
- Aladdin